# Anthurium lygrum
Anthurium lygrum är en kallaväxtart som beskrevs av Thomas Bernard Croat och D.C.Bay. Anthurium lygrum ingår i släktet Anthurium och familjen kallaväxter. Inga underarter finns listade.